# Týr (1975)
Týr – patrolowiec typu Ægir i flagowy okręt Islandzkiej Straży Wybrzeża, zbudowany przez Aarhus Flydedok a/s w Danii.
„Týr” jest drugim pod względem wielkości okrętem Islandzkiej Straży Wybrzeża i wziął udział w ostatniej wojnie dorszowej. W maju 1976 r. przetrwał dwukrotne staranowanie przez HMS „Falmouth”, co skłoniło kapitana Guðmundura Kjærnesteda do wydania rozkazu używania dział przeciwko silniejszym okrętom, w celu uniknięcia kolejnych taranowań.
„Týr” był pierwotnie uzbrojony w ładowane ręcznie działo Hotchkiss M1898 kal. 57 mm, które zostało w 1990 r. wymienione na działko Bofors kal. 40 mm L/60. W 1994 r. dodano dźwig po prawej stronie pokładu startowego, a w 1997 r. powiększono pokład startowy. W 2001 r. okręt wysłano do Polski w celu modyfikacji i wówczas otrzymał drugi ster. W 2006 r. został ponownie wysłany do Polski w celu wymiany mostku i dokonania kilku innych modyfikacji.
Islandzka Straż Wybrzeża brała udział w operacjach Frontexu. Okręt odegrał kluczową rolę w uratowaniu ponad 300 syryjskich uchodźców na wschodnim Morzu Śródziemnym w styczniu 2015 roku. 11 stycznia 2015 r. „Týr” został staranowany i uszkodzony przez „Kruzensztern” w Reykjavíku.